# Groep (stratigrafie)
Een groep is in de lithostratigrafie een verzameling geologische formaties, die in een vaste opeenvolging wordt aangetroffen. Groepen worden onderverdeeld in subgroepen; meerdere groepen samen worden een supergroep genoemd.
Een voorbeeld uit de Nederlandse stratigrafie is de Limburg Groep: de verzameling van alle gesteenten uit het laat-Carboon.